# Президентские выборы в Грузии (2024)
Президентские выборы в Грузии в 2024 году (груз. საქართველოს საპრეზიდენტო არჩევნები 2024) — девятые выборы президента в Грузии, на выборную должность президента этого государства, которые состоялись 14 декабря 2024 года. Это девятые президентские выборы после объявления независимости Грузии в 1991 году. Президент избирается на 5-летний срок.
Согласно Конституции, принятой в 2017 году, которая сокращает полномочия президента, предыдущие выборы стали последними прямыми президентскими выборами. И уже на этих выборах голосовали 300 членов Коллегии выборщиков, состоящей наполовину из депутатов парламента и столько же из делегатов регионов.
Президентом может быть избран гражданин Грузии возрастом от 40 лет, проживший в Грузии минимум в течение 15 лет (требование «проживания в государстве в течение последних трёх лет до выборов» отменено).
Михаил Кавелашвили был единственным кандидатом в президенты, ввиду бойкота оппозиционными партиями Грузии результатов парламентских выборов. Таким образом, данные президентские выборы стали первыми безальтернативными в истории Грузии.

## Результаты
| Кандидат                 | Кандидат                 | Партия                   | Голосов | %      |
| ------------------------ | ------------------------ | ------------------------ | ------- | ------ |
|                          | Михаил Кавелашвили       | Сила народа              | 224     | 99,56  |
| Действительных голосов   | Действительных голосов   | Действительных голосов   | 224     | 99,56  |
| Недействительных голосов | Недействительных голосов | Недействительных голосов | 1       | 0,44   |
| Всего                    | Всего                    | Всего                    | 225     | 100,00 |
| Общее число избирателей  | Общее число избирателей  | Общее число избирателей  | 300     | 75,00  |
| Источник:CNN             |                          |                          |         |        |

В выборах приняли участие 211 выборщиков от «Грузинской мечты» и 14 от Верховного совета Абхазской Автономной Республики. Все они поддержали кандидатуру Михаила Кавелашвили, кроме члена Верховного совета Абхазии Ады Маршания, которая раскритиковала выборщиков и заявила, что не будет голосовать за Кавелашвили. По итогу её голос был засчитан как недействительный.